# حلل هذه (فلم)
حلل هذه (بالإنجليزية: Analyze this) فيلم كوميدي تم إنتاجه في الولايات المتحدة سنة 1999 .

## طاقم التمثيل
- روبرت دي نيرو
- بيلي كريستال
- ليسا كودرو

## قصة
قصة الفيلم عن رجل مافيا يذهب إلى طبيب نفسي ويريد أن يعالجه ويسبب للطبيب مشاكل عدة منها تخريب حفلة زفافه، ينتهي المطاف برجل المافيا في سجن لكنه بريء في كل القضايا القتل ولكن يسجن بسبب أخافة الناس .

## الميزانية والإيرادات
بلغت تكلفة إنتاج الفيلم حوالي 80 مليون دولار بينما حقق أرباحا تقدر بـ 176,885,658 دولار .